# Tyrifjorden
Der Tyrifjorden ist ein See im norwegischen Fylke Buskerud. Er erstreckt sich über die Kommunen Modum, Lier, Ringerike und Hole und ist mit einer Fläche von rund 137 km² der fünftgrößte See Norwegens.

## Geografie
Der Tyrifjorden liegt südlich der Stadt Hønefoss. An der Westuferseite liegen unter anderem die Orte Tyristrand und Vikersund. Der See ist Teil des Flusssystems Drammensvassdraget und wird auf einer Höhe zwischen 62 und 63 moh. reguliert.

### Seearme
Der See teilt sich in vier Hauptarme auf. Der nordwestliche Arm trägt den Namen Nordfjorden und gehört weitgehend zur Kommune Ringerike. In ihn münden die Sogna und die Storelva. Zur Kommune Hole gehört ein Teil des nordöstlichen Arms, der flache Steinfjorden. Dessen Nordspitze liegt in der Kommune Ringerike.
Der Holsfjorden ist der südöstliche und tiefste Arm. Er geht weitgehend in die Kommune Lier ein. Der Süden des Sees sowie der südwestliche Arm liegen weitgehend in der Kommune Modum. Aus dem südwestlichen Arm, an den sich fast unmittelbar der See Bergsjøen anschließt, fließt die Drammenselva ab.

### Inseln
Im See liegen mehrere Inseln, unter anderem die Storøya, die Frognøya und die Utøya. Auf der Utøya veranstaltet die Arbeiderpartiet-Parteijugend, das Arbeidernes Ungdomsfylking (AUF), regelmäßig Sommercamps. Am 22. Juli 2011 wurden bei einem solchen Feriencamp 69 Personen ermordet.

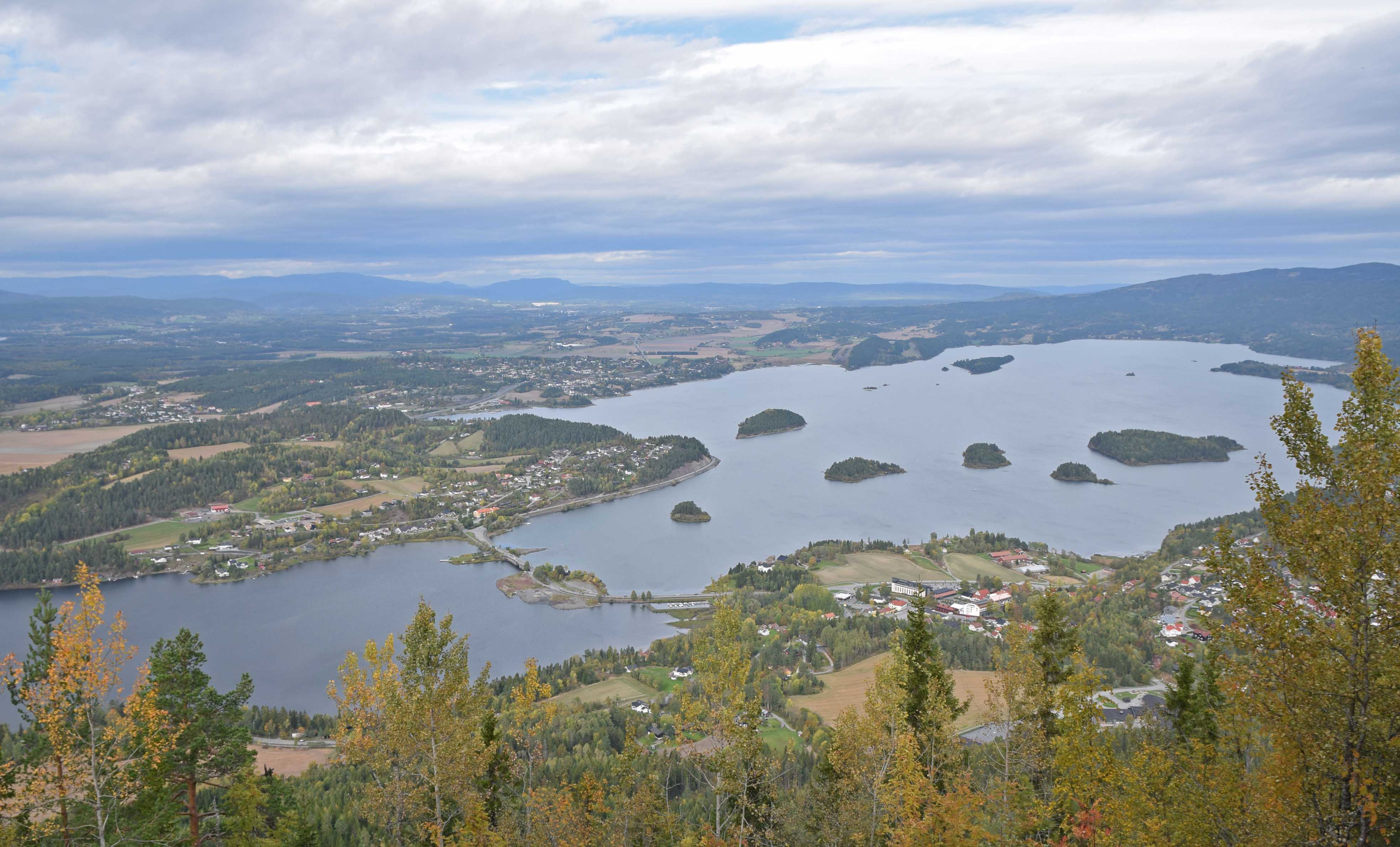
Steinsfjorden
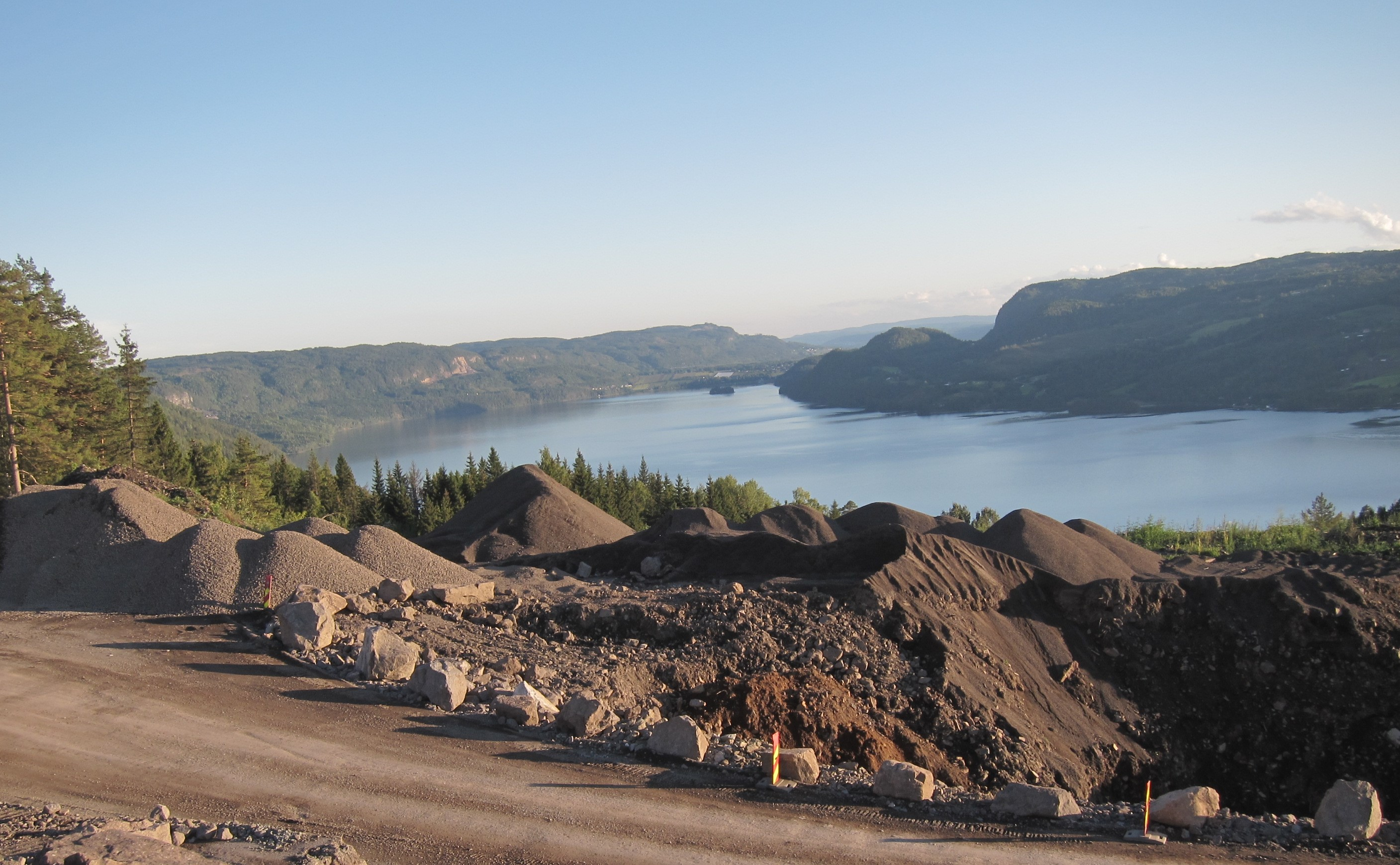
Holsfjorden
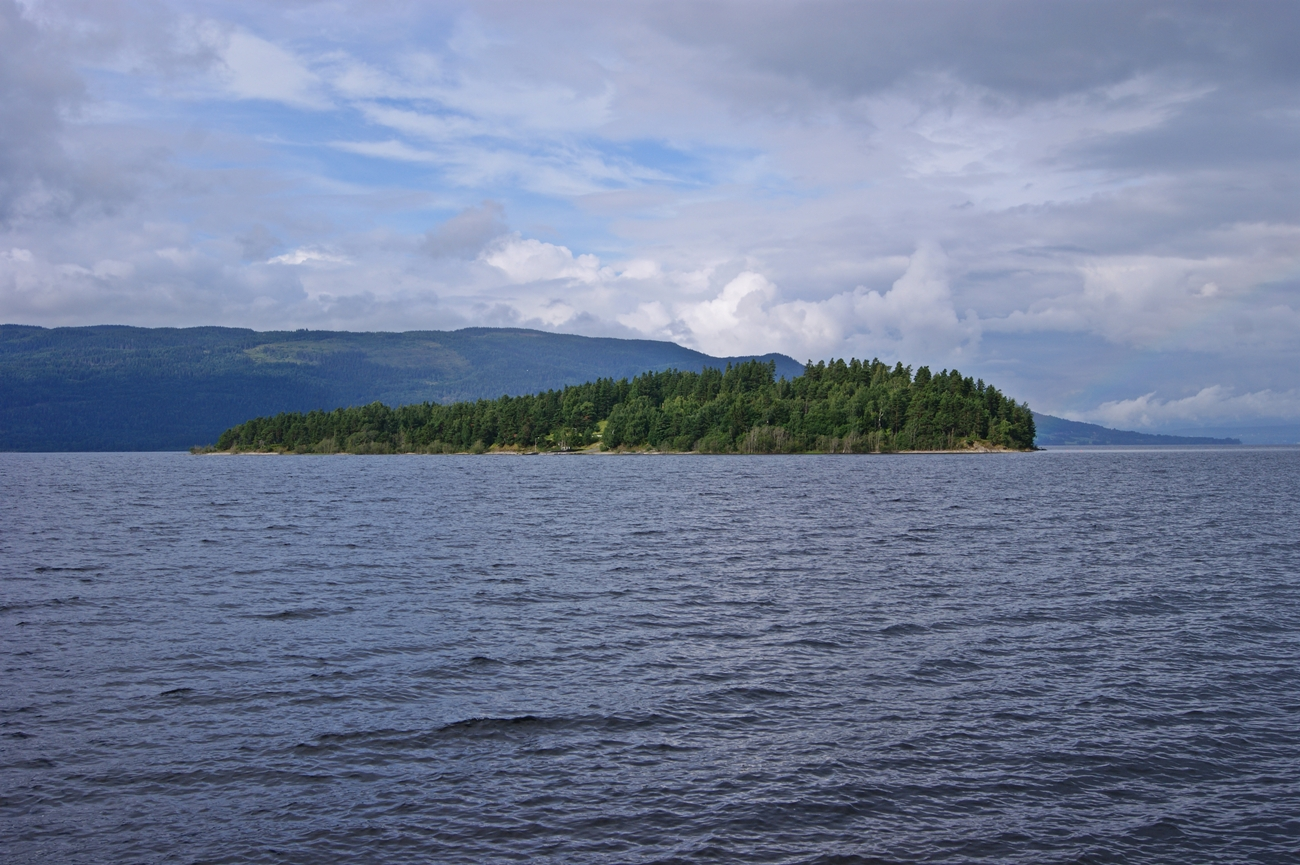
Utøya

## Flora und Fauna
Der See ist mäßig kalkhaltig. Die Phosphor- und Stickstoffkonzentration ist gering. Die Phosphorkonzentration betrug 2019 3,5 µg/L und die Stickstoffkonzentration 408 µg/L. Die meisten der ökologischen Kriterien wurden im Rahmen dieser Untersuchung als „gut“ oder „sehr gut“ eingestuft, lediglich der Zustand des Fischbestands im Tyrifjorden wurde als „moderat“ bewertet.
Die Flora und Fauna gilt als artenreich. Dies ist einerseits den vergleichsweise geringen menschlichen Eingriffen und andererseits der großen Vielfalt an Lebensräumen, die im See gegeben sind, geschuldet. Im Jahr 2019 waren 14 Fischarten im Tyrifjorden bekannt.

## Verkehr
An der Westuferseite verläuft der Riksvei 350. Die Europastraße 16 (E16) verläuft weitgehend parallel zum Ostufer. Sie führt über eine Brücke über den Steinsfjorden und weiter Richtung Hønefoss. Bei Hønefoss mündet der Riksvei 350 in die E16. Entlang des südlichen Ufers führt der Fylkesvei 284.
Neben dem Riksvei 350 verläuft auch die Randsfjordbanen am Westufer des Sees.

## Name
Der Name wurde ursprünglich hauptsächlich für den westlichen Teil des Sees verwendet und leitet sich vom altnordischen Namen Tyr(v)i ab, der sich auf Kiefern bezieht. Der Namensbestandteil -fjord kam wie bei vielen norwegischen Seen erst später hinzu.